# Copa de les Ciutats en Fires 1961-62
La Copa de les Ciutats en Fires 1961-62 fou la quarta edició de la Copa de les Ciutats en Fires i es disputà la temporada 1961-62. Van participar cinc seleccions de ciutats, tres de les quals van quedar eliminades a la primera ronda. La final la van disputar dos clubs dels Països Catalans, el València CF i l'FC Barcelona, emportant-se els primers el títol per primer cop.

## Primera Ronda
| Equip 1              | Global | Equip 2             | Anada | Tornada |
| -------------------- | ------ | ------------------- | ----- | ------- |
| Lausanne Sports      | Bye    | –                   | –     | –       |
| València             | 7–1    | Nottingham Forest   | 2–0   | 5–1     |
| Union Saint-Gilloise | 1–5    | Hearts              | 1–3   | 0–2     |
| Köln                 | 4–4¹   | Internazionale      | 4–2   | 0–2     |
| Iraklis              | Bye    | –                   | –     | –       |
| Milan                | 0–2    | Novi Sad XI         | 0–0   | 0–2     |
| Strasbourg           | 3–13   | MTK                 | 1–3   | 2–10    |
| Spartak Brno         | 3–6    | Leipzig XI          | 2–2   | 1–4     |
| Hannover             | 0–3    | Espanyol            | 0–1   | 0–2     |
| Birmingham City      | Bye    | –                   | –     | –       |
| Basilea XI           | 2–5    | Estrella Roja       | 1–1   | 1–4     |
| Hibernian            | 6–4    | Belenenses          | 3–3   | 3–1     |
| Lyon                 | 6–7    | Sheffield Wednesday | 4–2   | 2–5     |
| Roma                 | Bye    | –                   | –     | –       |
| Berlín Oest XI       | 1–3    | Barcelona           | 1–0   | 0–3     |
| Stævnet              | 4–9    | NK Dinamo Zagreb    | 2–7   | 2–2     |

¹Internazionale avançà a la següent ronda després de vèncer un partit de desempat per 5–3.

## Segona Ronda
| Equip 1             | Global | Equip 2          | Anada | Tornada |
| ------------------- | ------ | ---------------- | ----- | ------- |
| Lausanne Sports     | 3–4    | València         | 3–4   | –       |
| Hearts              | 0–5    | Internazionale   | 0–1   | 0–4     |
| Iraklis             | 3–10   | Novi Sad XI      | 2–1   | 1–9     |
| MTK                 | 3–3    | Leipzig XI       | 3–0   | 0–3     |
| Espanyol            | 5–3    | Birmingham City  | 5–2   | 0–1     |
| Estrella Roja       | 5–0    | Hibernian        | 4–0   | 1–0     |
| Sheffield Wednesday | 4–1    | Roma             | 4–0   | 0–1     |
| Barcelona           | 7–3    | NK Dinamo Zagreb | 5–1   | 2–2     |

¹ MTK avançà a la següent ronda després de vèncer un partit de desempat per 2–0.

## Quarts de final
| Equip 1             | Global | Equip 2        | Anada | Tornada |
| ------------------- | ------ | -------------- | ----- | ------- |
| València            | 5–3    | Internazionale | 2–0   | 3–3     |
| Novi Sad XI         | 2–6    | MTK            | 1–4   | 1–2     |
| Espanyol            | 2–6    | Estrella Roja  | 2–1   | 0–5     |
| Sheffield Wednesday | 3–4    | Barcelona      | 3–2   | 0–2     |

## Semifinals
| Equip 1       | Global | Equip 2   | Anada | Tornada |
| ------------- | ------ | --------- | ----- | ------- |
| València      | 10–3   | MTK       | 3–0   | 7–3     |
| Estrella Roja | 1–6    | Barcelona | 0–2   | 1–4     |

## Final
| Equip 1     | Global | Equip 2      | Anada | Tornada |
| ----------- | ------ | ------------ | ----- | ------- |
| València CF | 7-3    | FC Barcelona | 6-2   | 1-1     |

| Campió de la Copa de les Ciutats en Fires 1961-62 |
| ------------------------------------------------- |
| València CF Primer títol                          |